# Сорин, Иосиф Иванович
Иосиф Иванович Сорин (Блувштейн) (1893 — ?) — руководитель киевской губернской чрезвычайной комиссии.

## Биография
Родился в еврейской семье. Член РКП(б). Взял псевдоним от героя пьесы «Чайка», действительного статского советника в отставке. С марта по апрель 1919 председатель Киевской губернской ЧК. С мая 1920 в Крымской ЧК. В 1930-х работал по линии снабжения.